# Кирилловка (Кодымский район)
Кирилловка (укр. Кирилівка) — село, относится к Кодымскому району Одесской области Украины.
Население по переписи 2001 года составляло 86 человек. Почтовый индекс — 66052. Телефонный код — 4867. Занимает площадь 0,31 км². Код КОАТУУ — 5122585002.

## Местный совет
66052, Одесская обл., Кодымский р-н, с. Тымково